# الکی‌اوته (تگزاس)
الکی‌اوته (به انگلیسی: El Quiote) یک منطقهٔ مسکونی در ایالات متحده آمریکا است که در تگزاس واقع شده‌است. الکی‌اوته ۲۰۸ نفر جمعیت دارد.